# Lasioglossum aureolum
Lasioglossum aureolum là một loài Hymenoptera trong họ Halictidae. Loài này được Pérez mô tả khoa học năm 1903.